# Михайлова, Елизавета Юрьевна
Михайлова Елизавета Юрьевна (род. 6 марта 1969 года, Ленинград, СССР) — советская и российская художница. Член Санкт-Петербургского Творческого союза художников (IFA) с 1996 года, работы выставляются в Государственном Русском музее  и Мраморном дворце.

## Биография
Михайлова Елизавета Юрьевна родилась 6 марта 1969 года в городе Ленинград (Санкт-Петербург). В 1987 году окончила среднюю художественную школу при Академии художеств. В 1987—1995 годах обучалась в Санкт-Петербургской академии художеств имени Ильи Репина в мастерской Эдуарда Кочергина (театральное отделение факультета живописи). Основные собрания художника: Государственный Русский музей, Мраморный дворец (Санкт-Петербург), Михайловский замок.

## Выставки
- 1990 - русско-немецкий симпозиум, Бодман на Бодманском озере, Германия.
- 1991 - Бодман на Боденском озере.
- 1992 - «Kunsthaus Fisher»б Stuttgart, Германия.
- 1995 - Выставка лучших дипломов, Академия Художеств.
- 1996 - Тургеневское общество, Баден-Баден, Heddesneim , Германия.
- 1997 - Выставка «Hypo-Bank», Münhen.
- 1997 - Выставка "Art International", Baden-Baden.
- 1998 - «Молодые театральные художники, выпускники 90-х» - Санкт-Петербург
- 1999 - Галерея «New Fritz», «Brenner´s Park Hotel», Baden-Baden, Германия.
- 1999 - Галерея Г.Михайлова.
- 2000 - Национальный центр, Санкт-Петербург.
- 2000 - Выставка «Северный Петербург» - Grand Hotel Europe; Совет министров северных стран; русско-немецкий центр; музей А.А.Ахматовой Санк-Петербург.
- 2000 - Выставка «Мой Петербург» - галерея «На Бастионной», Псков; Союз Журналистов, Санкт-Петербург, галерея «Elite», Berlin.
- 2000 - US Колледж и выставка в русском посольстве, Дублин (Организатор МИД РФ).
- 2000 - Выставки в Grand Hotel Europe.
- 2001 - Johannesburg, RSA (Организатор МИД РФ)
- 2001 - Pegasus Gallery, США.
- 2001-2003 - Выставки в Швеции (Karstad , Torsby).
- 2004 - Участие в выставке "Осенняя", Союз Художников.
- 2003 - Art Fair (Palm Springs, США).
- 2005 - Персональные выставки в Санкт-Петербурге, галерея "Контракт рисовальщика" и "Jamhallgallery".
- 2005 - Участие в групповой выставке в Santa Fe, США.
- 2006 - Участие в групповой выставке в Amsterdam.
- 2007 - Персональная выставка для Правительства Москвы.
- 2010 - Персональная выставка в Русском Музее, Михайловский замок.
- 2010 - Участие в аукционе «КРИСТИ» В ГРМ, Мраморный Дворец.
- 2010 - Выставка «Небо в искусстве» ГРМ, Корпус Бенуа.